# Amazonskärnäbb
Amazonskärnäbb (Campylorhamphus procurvoides) är en fågel i familjen ugnfåglar inom ordningen tättingar.

## Utseende och läte
Amazonskärnäbben är en brun fågel med kraftigt böjd näbb. I formen är den relativt småhövdad. Fjäderdräkten är mestadels rostbrun med beigefärgade streck på huvud och hals. Sången varierar, men består vanligen av en accelererande serie med skärande visslingar.

## Utbredning och systematik
Fågeln delas in i tre underarter med följande utbredning:
- C. p. sanus – nordvästra Amazonområdet
- C. p. gyldenstolpei – västra Amazomområdet
- C. p. procurvoides – nordöstra Amazonområdet

Arterna tapajósskärnäbb (C. probatus) och xinguskärnäbb (C. multostriatus) kategoriserades tidigare som en del av amazonskärnäbben, men urskiljs allt oftare som egna arter.

## Levnadssätt
Amazonskärnäbben hittas i högvuxen regnskog, ofta i områden med bambusnår. Den är generellt skygg och svår att få syn på. Fågeln födosöker i skogens mellersta och övre skikt genom att med sin extraordinära näbb undersöka djupa barksprickor, bromelior och avbrutna bambustammar. Den slår regelbunet följe med kringvandrande artblandade flockar.

## Status och hot
Arten har ett stort utbredningsområde, men tros minska i antal, dock inte tillräckligt kraftigt för att den ska betraktas som hotad. Internationella naturvårdsunionen IUCN listar arten som livskraftig (LC).